# Kobandoi
Die Kobandoi oder Kobandi (griechisch: Κοβανδοί) sind ein germanischer Stamm, der einzig durch Ptolemaios (Geographike 2, 11, 7) belegt ist. Ptolemaios lokalisierte sie in seiner Aufzählung germanischer Stämme auf der südlichen Kimbrischen Halbinsel (Jütland), dem heutigen Schleswig-Holstein. Außer dieser Nennung ist zu den Kobandi nichts weiteres überliefert, allenfalls bieten ethnographische Überlegungen im Vergleich mit der Völkeraufzählung des Tacitus in der Germania c. 40 mögliche Hintergründe und namenkundliche Untersuchungen.

## Lokalisierung
Ptolemaios schildert die Siedlungsverhältnisse der germanischen Stämme auf der Halbinsel folgend: Er teilt sie geographisch in vier Breiten oder Streifen ein und zählt die dort siedelnden Gruppen von West nach Ost gehend auf. Die Kobandi verortet er im südlichsten Streifen als östlichst sitzender Stamm, dessen direkte südliche Nachbarn die Sachsen sind, in ihrem „Breitengrad“ sind ihre direkten westlichen Nachbarn zunächst die Sabalingioi und in der nächstfolgenden Breite nördlich die Chalier (2, 12, 62).
Tacitus kennt die Kobandi nicht und seine Aufzählungen bestätigt der später schreibende Ptolemaios nur zum Teil, sodass Hermann Reichert die Unterschiede in dem zeitlichen Abstand, in dem beide Autoren verfassten, und in ihren Quellen begründbar sieht. Ptolemaios nutzte offensichtlich als Quellen besonders Berichte von Händlern beziehungsweise deren detailliertere Initiare mit kleineren ethnischen Einheiten als Handelspartner in der Germania Magna. Tacitus’ ältere Quellen die vor allem historisch größere übergeordnete Gruppen erfassten, sind vor allem historisch-militärischer Natur aus der Zeit des julisch-claudischen Prinzipats. So wird unter anderen in der Forschung angenommen, in den Kobandi eine lokale Untergruppe oder einen Teilstamm der Warnen zu sehen. 
Ein weiterer Grund für die abweichenden Namenslisten wird in den sich in der Zwischenzeit verändernden ethno-sozialen Bedingungen gesehen. Kleinere Gruppen gliederten sich größeren ethnischen Einheiten ein oder wurden durch innergermanische kriegerische Prozesse zwangsweise integriert, andere separierten sich. Reichert weist darauf hin, dass die Namen größerer Gruppen bis heute Landschaftsnamen auf der Kimbischen Halbinsel prägen (Angeln, Harthesysael (Haruden), Himbersysel (Himmerland Kimbern)), und besonders, dass die Sachsen bei Tacitus noch nicht präsent waren.

## Name
Gemäß der geographischen Lagen innerhalb der (nördlichen) Germania kann der Name nur germanisch sein, jedoch ist für Reichert das kurze o aus dem Germanischen schwer erklärbar, wie er den ganzen Namen als schwer zu deuten sieht (das griechische o mit Rudolf Much als Substitution des lateinischen kurzen u). Much setzte zunächst die Form germanisch *Kubandjaz an und verglich sie mit norwegisch kubbe = „Baumstrunk, Holzklotz“ aus *Kumbe. Später setzte er in der Hypothese, dass Ptolemaios die Kobandi falsch lokalisierte und sie nicht nördlich, sondern südlich der Sachsen zu verorten seien wegen falscher Gradfestsetzungen der Breiten, ein Ακκόβαρδοι an. Eine weitere Konstruktion der älteren Forschung war die Form *Καθυβαρδοί in Relation zu den Heaðobearden aus dem altenglischen Beowulf und Widsith (vgl. Bardengau), die ebenfalls südlicher, elbenah verortet wurden. Reichert und Sitzmann/Grünzweig lehnen diese älteren Konstruktionen ab, zum einen, da die geometrischen Abweichungen bei Ptolemaios regelmäßig sind und nicht willkürlich, und zum anderen die Einzignennung (Hapax legomenon) das Ethnonym dunkel, undurchsichtig halte. Reichert sieht zudem in den bekannten Fehlschreibungen Ptolemaios’ ein Wagnis und empfiehlt generell bei Deutungen mit diesen einschränkenden Grundvoraussetzungen vorsichtig zu sein.